# Socrates-Erasmus
Socrates-Erasmus – fragment pakietu programów edukacyjnych Socrates II Komisji Europejskiej, który ma na celu podnoszenie poziomu kształcenia i wzmacnianie jego europejskiego wymiaru w szkołach wyższych. Początkowo programy Socrates i Erasmus funkcjonowały oddzielnie, jednak od 1995 r., program Erasmus został włączony do całego pakietu Socrates. Program Erasmus został uruchomiony w krajach Unii Europejskiej w 1987 r.
Erasmus to akronim od European Region Action Scheme for the Mobility of University Students (Schemat Akcji Komisji Europejskiej Mobilności Studentów Szkół Wyższych), nawiązujący do niderlandzkiego filozofa Erazma z Rotterdamu, który fundował wybranym studentom koszty podróży po Europie.
W Polsce w programie mogą uczestniczyć wszystkie publiczne i niepubliczne uczelnie wpisane do rejestru MNiSW, które uzyskały od Komisji Europejskiej tzw. Kartę Uczelni Erasmusa. W lutym 2006 w programie tym uczestniczyły 193 uczelnie z terenu Polski.
W roku akademickim 2003/2004 z programów wymiany studentów skorzystało ponad 120 tysięcy osób ze wszystkich krajów uczestniczących w pakiecie. Zrealizowano 273 projekty wielostronne, z czego w 81 projektach uczestniczyły uczelnie polskie.
Działania realizowane przez uczelnie uczestniczące w programie:
- wymiana studentów
- wymiana nauczycieli akademickich
- Europejski System Transferu Punktów (ECTS) – zaliczenie okresu studiów odbytego w uczelni partnerskiej
- nowe programy nauczania przy udziale partnerskich uczelni
- organizacja kursów intensywnych
- udział w sieciach tematycznych Erasmusa

## Państwa biorące udział w programie
W programie biorą udział:
| - Austria - Belgia - Bułgaria - Cypr - Czechy - Dania - Estonia - Finlandia - Francja - Grecja - Hiszpania - Holandia - Irlandia - Islandia - Liechtenstein - Luksemburg | - Litwa - Łotwa - Malta - Niemcy - Norwegia - Polska - Portugalia - Rumunia - Słowacja - Słowenia - Szwecja - Turcja - Węgry - Wielka Brytania - Włochy |